# Аллен, Кори (регбист)
Кори Аллен (англ. Cory Allen, родился 11 февраля 1993 в Кардиффе) — валлийский регбист, выступавший на позиции аутсайд-центра (внешнего центрового) и винга (крыльевого). Играл за клубы «Кардифф Блюз» и «Оспрейз», а также за разные сборные Уэльса. Карьеру завершил в 2022 году, будучи игроком клуба «Дрэгонс», но не сыграв за него ни одной встречи ни в одном турнире.

## Игровая карьера

### Клубная
В октябре 2011 года Кори Аллен дебютировал за «Кардифф Блюз» в Англо-валлийском кубке против «Ньюкасл Фэлконс». 20 апреля 2014 года в игре против «Скарлетс», завершившейся победой «Кардифф Блюз» 17:13 в так называемый «Судный день», он был признан лучшим игроком.
Отыграв шесть лет за «Блюз», в 2017 году Аллен стал игроком «Оспрейз». В сентябре 2019 года он получил серьёзную травму колена, из-за которой в дальнейшем не сыграл ни одной встречи и вынужден был покинуть клуб в 2021 году (вместе с ним ушли ещё четыре игрока. В 2021 году он стал игроком «Дрэгонс», однако у него случился рецидив травмы, из-за которой он так и не сыграл ни встречи. 29 декабря 2022 года Аллен объявил о завершении игровой карьеры.

### В сборных
В составе сборной Уэльса не старше 20 лет Кори Аллен дебютировал 8 июня 2012 года матчем против Новой Зеландии. Игра завершилась победой Уэльса со счётом 9:6 — первой победой Уэльса в истории противостояния Новой Зеландии в этой возрастной группе.
16 ноября 2013 года Аллен дебютировал за сборную Уэльса в игре против Аргентины, однако получил по ходу матча травму плеча, из-за которой пропустил Кубок шести наций 2014.
20 сентября 2015 года Кори Аллен в матче чемпионата мира против Уругвая оформил хет-трик по попыткам, принеся команде победу со счётом 54:9 и став лучшим игроком встречи. Однако из-за травмы подколенного сухожилия он пропустил оставшиеся матчи чемпионата.
Летом 2017 года во время подготовки к турне сборной Уэльса по Тонге и Самоа Аллен сыграл за сборную Уэльса против валлийского клуба «РГК 1404» и оформил ещё один хет-трик по попыткам (итоговая победа 88:19). Он вошёл в окончательный состав сборной на турне, сыграв в матчах против Тонги (победа 24:6, вышел на замену) и против Самоа (победа 19:17, вышел в стартовом составе). Матч против Самоа 23 июня 2017 года стал последним для него за сборную Уэльса: всего он сыграл 6 игр, набрав 15 очков.
В составе сборной Уэльса по регби-7 Кори Аллен выступал в Мировой серии сезона 2012/2013, сыграв всего 35 матчей на разных этапах Мировой серии и набрав там 65 очков. Также он играл на разных этапах чемпионата Европы и даже на чемпионате мира 2018 года (5 матчей, 10 очков).

## Семья
Мать Джули — бывшая баскетболистка, играла за клуб «Ронда Ребелс» и сборную Уэльса на Играх Содружества. Брат Эштон выступал также за сборную Уэльса по баскетболу. Младший брат — Мейсон Грэди, также стал регбистом, играет на позиции центра в «Кардиффе», выступал за сборную Уэльса по баскетболу до 16 лет.